# Seifa-utaki
Seifa-utaki (斎場御嶽 (Trai Tràng ngự nhạc)), nghĩa là "nơi được tẩy uế của Utaki," là một đền Thần đạo. Đây là một phần của Di sản thế giới của UNESCO mang tên Các di chỉ Gusuku và di sản liên quan của Vương quốc Lưu Cầu và nằm trên địa bàn Nanjō, Okinawa.

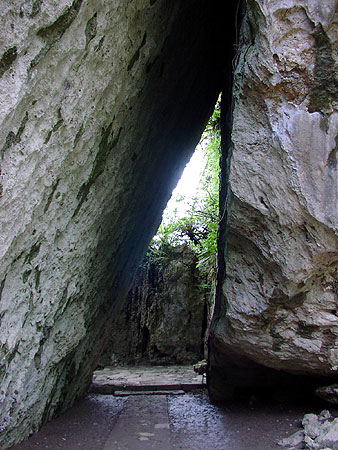
Sefa-utaki

Seifa Utaki nằm trên bán đảo Chinen và được công nhận là một nơi thiêng liêng từ thời kỳ xa xưa trong lịch sử Okinawa. Bản thân khu vực đến gồm có một số hang động và gờ đá nhô ra mở về phía đông và nam giữa các khối đá cao chót vót của một mũi đất cao vươn ra biển. 
Tất cả các công trình ở đây đã bị phá hủy, song các khu vực nội và ngoại thành vẫn còn dấu vết.